# Melomys howi
Melomys howi är en däggdjursart som beskrevs av D. J. Kitchener och A. Suyanto 1996. Den ingår i släktet Melomys och familjen råttdjur. Enligt Catalogue of Life har den inga underarter. Arten förekommer endast på en ö i ögruppen Tanimbaröarna i Indonesien.

## Beskrivning
En liten råtta med en kroppslängd från nosspets till svansrot på ungefär 11 cm, en svanslängd på knappt 14 cm och en vikt mellan 61 och 73 g. Pälsen är brunorange på ovansidan med avviknande färgat huvud: Kanelbrunt med grå tinningar, grågula kinder, vita fläckar vid morrhårens bas och mörka ringar kring ögonen. Läppar, bröst, hals och buksida inklusive lårens insidor är vita, med kanten mot den mörkare ovansidan krämfärgad. Den endast svagt behårade svansen är blågrå på ovansidan, mer neutralt grå på undersidan.

## Utbredning
Melomys howi är endemisk för ön Riama i den indonesiska ögruppen Tanimbaröarna. Ön är mycket liten och ligger strax utanför den större ön Selaru (ej att förväxla med Pulau Selaru).

## Ekologi
Ön som arten lever är förhållandevis platt och sandtäckt. Råttan lever i buskage innanför de bestånd av Casuarina-träd som växer längs kusten. Arten har iakttagits äta frön. Som högst går arten upp till 200 meter över havet.